# Lore Frisch
Lore Frisch (* 4. Mai 1925 in Schwindegg; † 6. Juli 1962 in Potsdam) war eine deutsche Schauspielerin.

## Leben
Eleonora Frisch, Tochter eines Malermeisters aus Bad Reichenhall, nahm während ihrer Schulzeit Ballettunterricht. Im Zweiten Weltkrieg wurde sie als Krankenschwester eingesetzt. Danach schloss sie sich in Ostfriesland, wo sie zuletzt stationiert war, der Wanderbühne Ostfriesische Kammerspiele Leer an.
Lore Frisch war dort zunächst als Souffleuse, Schneiderin und Kulissenmalerin tätig. Später übernahm sie auch Theaterrollen. 1948 hatte sie Auftritte in Ingolstadt und an Münchner Theatern. Durch Martin Hellberg erhielt sie Schauspielunterricht und arbeitete zeitweise als Rundfunksprecherin, Stenotypistin und Krankenschwester. Anfang der 1950er-Jahre wirkte Lore Frisch in drei Heimatfilmen mit.
Martin Hellberg, der 1949 in die DDR übergesiedelt war, holte sie 1954 zur DEFA. In der Filmkomödie Der Ochse von Kulm spielte sie die Frau eines bayerischen Bauern, der sich gegen die amerikanische Besatzungsmacht auflehnt. 1958 hatte sie großen Erfolg als Hauptdarstellerin des Revuefilms Meine Frau macht Musik. Darin spielte sie eine Hausfrau, die unbeirrbar ihren Weg als Sängerin geht. Auch sonst verkörperte sie kämpferisch-selbstbewusste Frauen, insbesondere als Frauenrechtlerin in Nur eine Frau. In der Satire Das Kleid, einer Adaption des Märchens Des Kaisers neue Kleider dagegen war sie eine opportunistische Bekleidungsministerin. Der Film kam wegen unübersehbarer Parallelen zum DDR-Alltag erst 1991 zur Uraufführung.
Lore Frisch, die seit 1959 in der DDR lebte und gelegentlich an Theatern gastierte, starb 1962 durch Suizid.

## Filmografie (Auswahl)
- 1949: Die seltsame Geschichte des Brandner Kaspar
- 1952: Der weißblaue Löwe
- 1953: Junges Herz voll Liebe
- 1953: Ehestreik
- 1955: Der Ochse von Kulm
- 1955: 52 Wochen sind ein Jahr
- 1956: Zar und Zimmermann
- 1958: Nur eine Frau
- 1958: Meine Frau macht Musik
- 1958: Der Lotterieschwede
- 1959: Kasimir und Karoline (TV)
- 1959: Der Komödienstadel (1 Folge)
- 1960: Seilergasse 8
- 1960: Die schöne Lurette
- 1960: Die Liebe und der Copilot
- 1960: Der Fremde
- 1961: Das hölzerne Kälbchen
- 1961: Das Kleid (UA: 1991)
- 1961: Flitterwochen ohne Ehemann (TV)

## Theater
- 1956: Jean-Paul Sartre: Nekrassow (Journalistin) – Regie: Fritz Wisten (Volksbühne Berlin)

## Hörspiele
- 1956: Béla Balázs: Wolfgang Amadeus Mozart (Konstanze) – Regie: Joachim Witte (Hörspiel – Rundfunk der DDR)
- 1958: Georg Queri: Matheis bricht's Eis (Stasi, Enkelin) – Regie: Arnulf Schröder (Hörspiel – Bayerischer Rundfunk)
- 1962: Günter Koch: Mord auf Bestellung – Regie: Hans Knötzsch (Hörspiel – Rundfunk der DDR)